# Sandy Moger
Sandy Moger (* 21. März 1969 in 100 Mile House, British Columbia) ist ein ehemaliger kanadischer Eishockeyspieler, der in seiner aktiven Zeit von 1986 bis 2007 unter anderem für die Boston Bruins und Los Angeles Kings in der National Hockey League, sowie die Krefeld Pinguine in der Deutschen Eishockey Liga gespielt hat. Seine Karriere hat er beim HC Pustertal in der italienischen Serie A1 beendet.

## Karriere
Sandy Moger begann seine Karriere als Eishockeyspieler bei den Vernon Lakers aus der kanadischen Juniorenliga British Columbia Hockey League, anschließend verbrachte er eine weitere Spielzeit bei den Yorkton Terriers in der Saskatchewan Junior Hockey League, ehe er von 1988 bis 1992 für die Mannschaft der Lake Superior State University auflief. In diesem Zeitraum wurde er im NHL Entry Draft 1989 in der neunten Runde als insgesamt 176. Spieler von den Vancouver Canucks ausgewählt, für die er allerdings nie spielte. Stattdessen stand der Angreifer von 1992 bis 1994 für Vancouvers Farmteam, die Hamilton Canucks, in der American Hockey League auf dem Eis. Am 22. Juni 1994 erhielt er einen Vertrag als Free Agent bei den Boston Bruins, für die er in den folgenden drei Jahren in der National Hockey League spielte, bevor er im August 1997 an die Los Angeles Kings abgegeben wurde, für die er weitere zwei Jahre in der NHL verbrachte. 
Von 1999 bis 2001 lief Moger für die Houston Aeros in der International Hockey League auf, ehe er nach der Auflösung der IHL nach Europa ging, wo er zunächst in der Saison 2001/02 für Ässät Pori und Helsingfors IFK in der finnischen SM-liiga aktiv war, bevor er in der folgenden Spielzeit mit den Krefeld Pinguinen Deutscher Meister wurde. Daraufhin verbrachte er drei Jahre bei den SERC Wild Wings in der 2. Bundesliga, ehe er nach einer Spielzeit beim HC Pustertal aus der italienischen Serie A1 2007 seine Laufbahn beendete.

## Erfolge und Auszeichnungen
- 1992 CCHA Second All-Star Team
- 2003 Deutscher Meister mit den Krefeld Pinguinen